# 샤인-달가노 서열
샤인-달가노 서열(영어: Shine-Dalgarno Sequence 샤인달가노 시퀀스[*]) 또는 SD 서열(영어: SD sequence 에스디 시퀀스[*])은 원핵세포 메신저 RNA의 리보솜 결합 부위이며, 일반적으로 시작 코돈 AUG의 8염기 앞쪽에 위치한다. 이 RNA 배열은 리보솜을 메신저 RNA(mRNA)로 끌어들여 시작코돈위치에 리보솜을 배열하여 단백질 합성이 시작하는 것을 돕는다.
샤인-달가노 서열은 세균(bacteria)과 고균(archaea) 모두에 존재한다. 또한, 이 배열은 몇몇 엽록체와 미토콘드리아 전사물(transcript)에서도 존재한다. 여섯개의 공통적인 배열은 AGGAGG이다. 예를 들어, 대장균에서는 AGGAGGU인 반면, 대장균 바이러스 T4 초기에는 GAGG 배열이 우세하다.

샤인-달가노 서열은 호주 과학자 존샤인(John Shine)과 린 달가노(Lynn Dalgarno)에 의해 처음 제안되었다.

## 샤인-달가노 서열 인식

### 번역 시작 부위
헌트(Hunt)에 의해 개발된 방법을 사용하여, 샤인과 달가노는 대장균 16S rRNA의 3'말단에 염기관(nucleotide tract)이 피리미딘(pyrimidine)이 풍부하며 특정배열(PyACCUCCUUA 3'OH)을 가지는 것을 보였다. 그들은 이러한 리보솜의 염기가 보완적으로 푸린(purine)이 풍부한 배열(AGGAGGU)을 인식한다는 이론을 제안했다. 그 배열은 대장균에 영향을 미치는 바이러스의 mRNA 안에서 시작코돈 앞쪽에서 발견된다. 많은 연구들에서 샤인-달가노 서열과 mRNA, 그리고 16S rRNA 3'말단의 염기 짝짓기가 세균 리보솜에 의한 전사의 개시에 중요함이 밝혀졌다.
mRNA에서 rRNA와 샤인-달가노 서열이 상호보완적으로 있을 때, rRNA의 3'말단의 배열이 mRNA에서 특정 유전자를 번역할 원핵 리보솜의 능력을 결정한다는 내용이 제안되었다. rRNA의 3'말단과 mRNA의 샤인-달가노 서열 사이의 염기 짝짓기는 개시 코돈 AUG가 내부에서 온 것인지 프레임 밖의 외부 AUG인지를 세포가 구별할 수 있는 방법이다. 염기 짝짓기의 정도는 또한 다른 AUG 개시 코돈들에서 개시 속도를 결정하는데 중요한 역할을 한다.

### 번역 종료
1973년에 달가노(Dalgarno)와 샤인(Shine)은 진핵세포에서 스몰(small) 18S rRNA의 3'말단은 종결 코돈과 상호보완적인 염기짝을 지으면서 단백질 합성의 종료에 중요한 역할을 할 것이라는 이론을 제시했다. 이는 노랑초파리(Drosophila melanogaster) , 맥주효모균(Saccharomyces cerevisiae),토끼 세포 등에서 18S rRNA의 3'말단 배열이 동일한 GAUCAUUA-3'OH 배열을 가지는 것을 관찰한 것에서 유래한다. 이렇게 멀리 떨어진 관계의 진핵세포들에서의 배열이 보존되는 것은 염기관(necleotide tract)이 세포에서 중요한 역할을 암시했다. 이 보존된 배열은 세가지 진핵세포 종결 코돈(UAA,UAG 와 UGA)의 상호보완적인 배열을 가지고 있기 때문에, 이전에는 진핵세포에서 단백질 합성의 종료와 관련된 역할이 예상되었다. 대장균에서 종결부위를 인식하는 16S rRNA에 대한 유사한 역할이 1974년 샤인과 달가노에 의해 제시되었는데, 이는 16S rRNA의 3'말단의 UUA-OH와 대장균 종결코돈의 상호보완적인 관계를 바탕으로 한 것이었다.

## 배열과 단백질 발현
샤인-달가노 서열에서 돌연변이는 원핵세포에서 번역을 줄이거나 늘어나게 할 수 있다. 이러한 변화는 mRNA-리보솜이 짝짓기 효율의 증감에 따른 것으로, 3'말단 16S rRNA 시퀀스의 보상적인 돌연변이는 번역을 복원시킬 수 있다는 사실을 통해 밝혀졌다. 